# Władysław Skłodowski
Władysław Skłodowski (* 20. Oktober 1832 in Kielce; † 14. Mai 1902 in Warschau) war ein polnischer Lehrer, Biologe, Journalist und Übersetzer. Er war der Vater der späteren Doppel-Nobelpreisträgerin Marie Curie.

## Leben

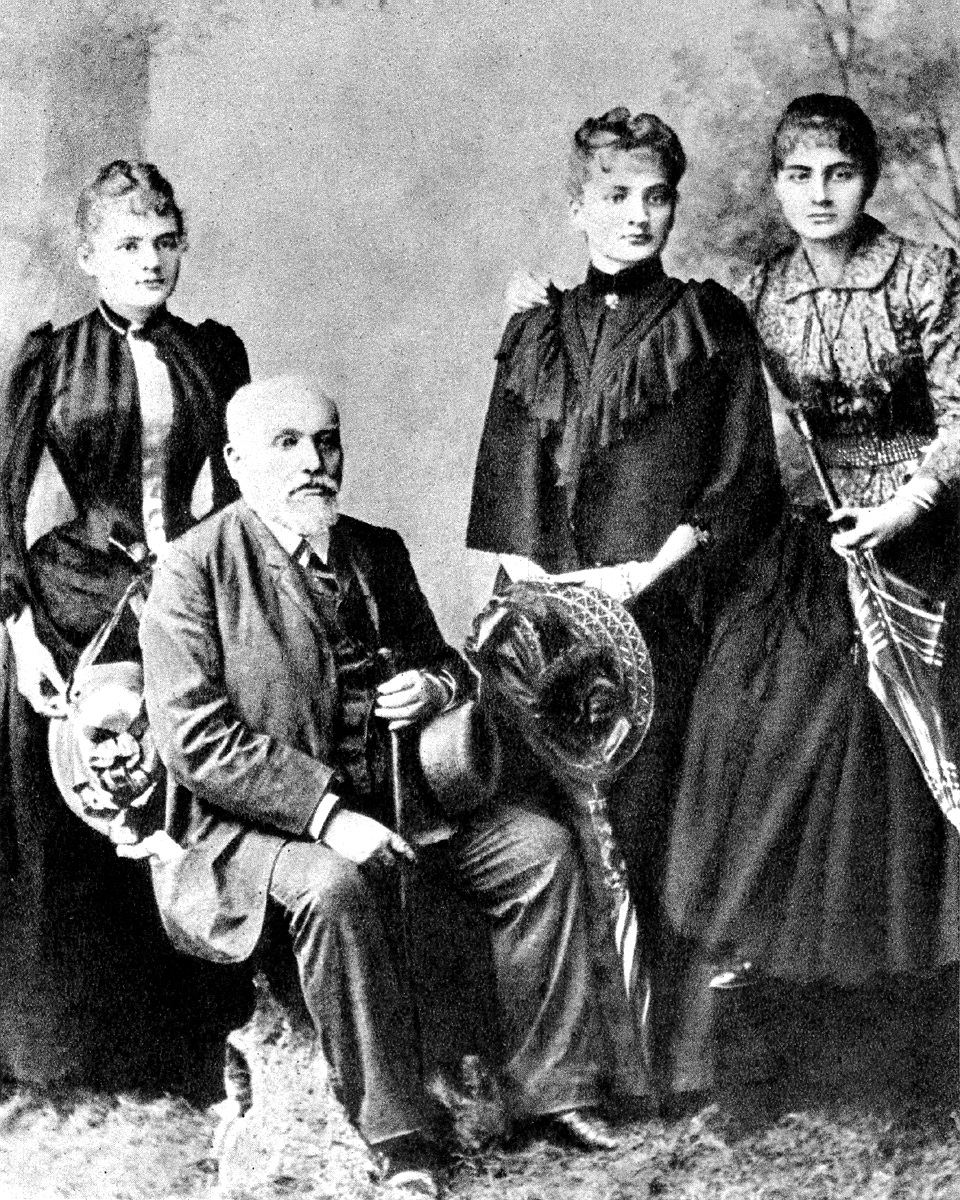
Władysław Skłodowski mit seinen drei Töchtern Maria (links), Bronisława („Bronia“) und Helena (ca. 1890)

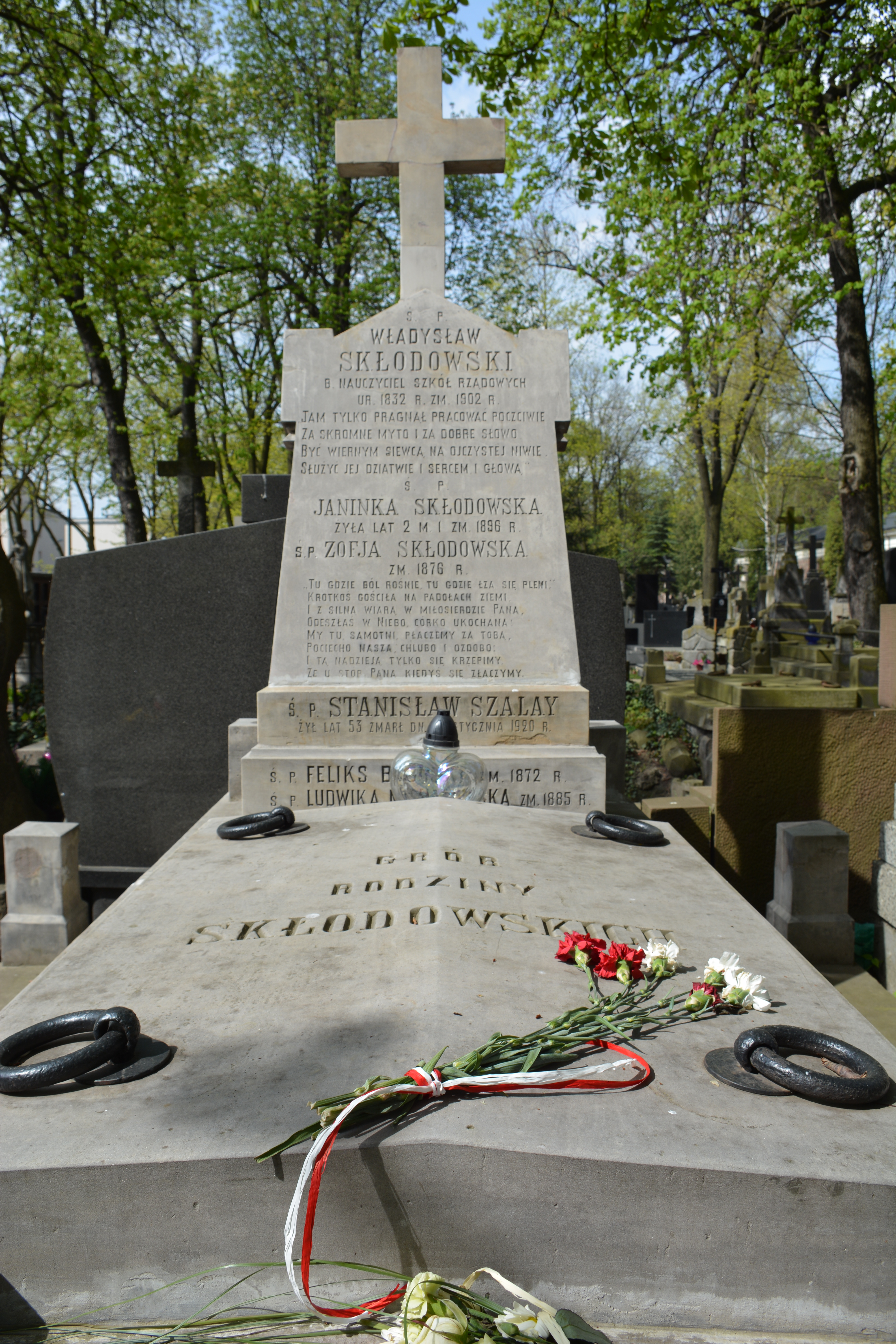
Grab von Władysław Skłodowski

Er war Sohn des Pädagogen und Bibliothekars Józef Skłodowski (1804–1882) und Salomea Sagtyńska. Als Junge besuchte er die Schule in Siedlce. Anschließend studierte er Physik und Mathematik an der Staatlichen Universität in Sankt Petersburg und schloss es in beiden Fächern mit dem Diplom ab. Danach arbeitete er zunächst als Schullehrer für diese beiden Fächer.
Seit 1860 war er mit Marianna Bronisława Boguska (1835–1878) verheiratet. Sie hatten vier Töchter und einen Sohn, Zofia (1862–1876), Józef (1863–1937), Bronisława (1865–1939), Helena (1866–1961) und Maria (1867–1934). Ihre jüngste Tochter heiratete 1895 den späteren Nobelpreisträger Pierre Curie und erhielt selbst zwei Nobelpreise.
Władysław Skłodowski wurde 1867 zum stellvertretenden Direktor des russischen Gymnasiums in der Warschauer Ulica Nowolipki (deutsch Nowolipkistraße) ernannt. Im Jahr 1887 wechselte er die Profession und wurde Leiter der staatlichen Erziehungsanstalt von Studzieniec, der er bis 1890 vorstand.
Er schrieb zahlreiche Publikationen und arbeitete auch als Übersetzer. So übertrug er Werke von Charles Dickens, Iwan Turgenew und Henry Wadsworth Longfellow ins Polnische. Er ist Autor eines zoologischen Handbuchs und er trug auf dem Gebiet der Botanik zur Universalenzyklopädie (poln. Originaltitel: Encyklopedia Powszechna) von Samuel Orgelbrand bei.
Władysław Skłodowski wurde im Familiengrab auf dem Warschauer Powązki-Friedhof bestattet.